# Деца су наше највеће благо
Деца су наше највеће благо је музички албум дечијих песама објављен 2004. године за издавачку кућу Дрим хаус. Песме на албуму су певали познати певачи, спортисти  и друге јавне личности, а за многе од песама снимљени су анимирани спотови. Музику је компоновао Радивоје Радивојевић, на текстове Љубивоја Ршумовића и Душка Трифуновића. Аранжамане је радио Огњен Радивојевић. Пратеће вокале певале су Мадам Пиано и Леонтина.

## Списак песама
Аутор(и) свих текстова: Љубивоје Ршумовић, Душко Трифуновић, аутор(и) свих песама: Радивоје Радивојевић.
| №   | Назив | Трајање |  |
| 1.  | Соскове чаролије (Сања Пешић, Биљана Лукић, Александар Сања Илић, Игор Марковић,Милан Рајић)                | 4:16    |  |
| 2.  | Кад би... (Инспектор Блажа)                                                                                 | 2:26    |  |
| 3.  | Свуда фрка (Звонимир Ђукић Ђуле)                                                                            | 3:50    |  |
| 4.  | Каква бре клопа (Александар Шапић, Зорана Павић)                                                            | 3:13    |  |
| 5.  | Балони (Жељко Самарџић)                                                                                     | 3:33    |  |
| 6.  | Рађајте децу (Цеца)                                                                                         | 2:57    |  |
| 7.  | Сан (Маја Сабљић, Саво Милошевић)                                                                           | 2:57    |  |
| 8.  | Школа љубави (Огњан Радивојевић)                                                                            | 4:41    |  |
| 9.  | Причали ми људи (Бора Ђорђевић)                                                                             | 3:23    |  |
| 10. | Како се расте (Никола Којо)                                                                                 | 3:11    |  |
| 11. | Деца су наше највеће благо (Цеца, Бора, Шапић, Маја Сабљић, Жељко Самарџић, Никола Којо, Ђуле, Саво, Огњан) | 3:58    |  |